# Gare de Vauzelles
La gare de Vauzelles est une halte ferroviaire française de la ligne de Moret - Veneux-les-Sablons à Lyon-Perrache. Elle est située rue des Grands-Jardins (D267), sur le territoire de la commune de Varennes-Vauzelles, dans le département de la Nièvre en Bourgogne-Franche-Comté.
Ouverte entre 1911 et 1944, c'est une halte de la Société nationale des chemins de fer français (SNCF) desservie par des trains express régionaux du réseau TER Bourgogne-Franche-Comté.

## Situation ferroviaire
Établie à 190 mètres d'altitude, la gare de Vauzelles est située au point kilométrique (PK) 250,900 de la ligne Moret-Veneux-les-Sablons - Lyon-Perrache, entre les gares de Fourchambault et de Nevers.

## Histoire
Vauzelles est un point d'arrêt créé après l'ouverture de la ligne, mais aussi après 1936, ne figurant pas dans l'indicateur Chaix de cette année 1936.
En 1944, la « halte de Vauzelles » marque une limite de l'écrasement des infrastructures ferroviaires de la gare de Nevers dues au bombardement du 16 juillet 1944. En 1957, elle est visible sur une photo aérienne de la commune.
En 1985, Vauzelles est une ancienne halte devenue un point d'arrêt non géré (PANG) fermé aux marchandises.

## Fréquentation
De 2015 à 2022, selon les estimations de la SNCF, la fréquentation annuelle de la gare s'élève aux nombres indiqués dans le tableau ci-dessous.
| Année     | 2015  | 2016  | 2017  | 2018  | 2019  | 2020  | 2021 | 2022 |
| --------- | ----- | ----- | ----- | ----- | ----- | ----- | ---- | ---- |
| Voyageurs | 1 921 | 1 115 | 1 406 | 1 986 | 1 150 | 1 452 | 681  | 366  |

## Service des voyageurs

### Accueil
Halte SNCF, c'est un point d'arrêt non géré (PANG) équipé de deux quais avec abris.
Les quais, comme la ligne, situés au fond d'une tranchée sont accessibles par deux escaliers au nord et au sud du pont routier de la rue des Grands-Jardins, qui surplombe la ligne. Pour passer d'un quai à l'autre, il faut emprunter les deux escaliers et passer sur le pont, la halte ne disposant pas de traversée des voies par le public.

### Desserte
Vauzelles est desservie par des trains TER Bourgogne-Franche-Comté circulant  sur la ligne no 08 entre Nevers et Cosne.

### Intermodalité
Il n'y a pas de places de parking à proximité.